# 龙滚镇
龙滚镇是中华人民共和国海南省万宁市下辖的一个镇。

## 行政区划
龙滚镇下辖以下村级行政区划单位：
新市村、凤园村、福塘村、文曲村、治坡村、端熙村、文渊村、多格村、坡罗村、和顺村、龙楼村、乐内村、排园村、河头村、水坡村、上城村、田头村和龙滚镇农场。